# Mansel Island
Mansel Island är en ö i Kanada.   Den ligger i territoriet Nunavut, i den östra delen av landet, 1 900 km norr om huvudstaden Ottawa. Ön har en yta på 3 180 km²
Terrängen på Mansel Island är platt. Öns högsta punkt är 125 meter över havet. Den sträcker sig 93,9 kilometer i nord-sydlig riktning, och 52,8 kilometer i öst-västlig riktning.
Trakten runt Mansel Island består i huvudsak av gräsmarker. Trakten runt Mansel Island är nära nog obefolkad, med mindre än två invånare per kvadratkilometer.